# Штврток (округ Тренчин)
Штврток (словац. Štvrtok) — село, громада округу Тренчин, Тренчинський край. Кадастрова площа громади — 4.08 км².
Населення 411 осіб (станом на 31 грудня 2020 року).

## Історія
Штврток згадується 1477 року.

## Населення
| Рік:            | 1994. | 2004.   | 2014.   | 2024.    |
| --------------- | ----- | ------- | ------- | -------- |
| Кількість осіб: | 340   | 368     | 351     | 478      |
| Різниця:        |       | +8,23 % | -4,61 % | +36,18 % |

| Рік:            | 2023. | 2024.   |
| --------------- | ----- | ------- |
| Кількість осіб: | 483   | 478     |
| Різниця:        |       | -1,03 % |